# ويليم بيري
ويليام ج. بيري الابن (بالإنجليزية: William G. Perry)‏ (1913 – 12 يناير 1998)- هو عالم نفس تربوي الذي درس التنمية المعرفية للطلاب خلال سنوات دراسته الجامعية. كان أستاذ التربية في جامعة هارفارد كلية الدراسات العليا في التعليم ومؤسس ومدير لفترة طويلة لمجلس مكتب الدراسات. بينما كان في جامعة هارفارد، طور نظريته حول والتنمية المعرفية والفكرية حول طلاب الجامعات من خلال دراسة استمرت 15 عاما بين خمسينيات وستينيات القرن العشرين. وقام بنشر تقرير حول عمله  في عام 1970 بعنوان:أشكال التنمية الفكرية والأخلاقية في سنوات الكلية. كانت أعماله مؤثرة بشكل كبير جدا في مجال التنمية الطلابية. كما قام بيري مع ألستن  هيرد بترجمة لإلياذة لهوميروس. ولد في باريس.

## ملخص لبحوث بيري
يحدد مخطط بيري نمو الطالب بتسعة مواقف تبداء بالتفكير وتمر بالتفكير النسبي وتنتهي بالالتزام.
| مستوى الموقف | ملخص الموقف                                                                                          | مثال أساسي |
| ------------ | --- | --- |
| الأول        | السلطات أعلم                                                                                         | "المعلم يعرف ما هو صواب وما هو خطأ"                                                                                |
| الثاني       | السلطات الحقيقية هي على حق بينما الأخرون على خطاء                                                    | "أستاذي يعرف ما هو الصواب وما هو الخطأ ولكن الآخرين لا يعرفون"                                                     |
| الثالث       | وهناك بعض الشكوك وتعمل السلطات على العثور على الحقيقة                                                | "أستاذي لا يعرف، لكن هناك شخص ما يحاول المعرفة"                                                                    |
| الرابع       | (أ) لكل فرد الحق في رأيه الخاص (ب) السلطات لا تريد الإجابات الصحيحة. يريدون لنا أن نفكر بطريقة معينة | "كل أستاذ له المعتقد الخاص به" "هناك إجابة يعرفها المعلم لكنه لايقولها لأنه يريدنا أن نكتشفها"                     |
| الخامس       | كل شيء نسبي ولكن ليس بنفس القدر                                                                      | "لا توجد إجابات صحيحة وخاطئة، فإلإجابة تعتمد على الوضع، ولكن بعض الإجابات قد تكون أفضل من الإجابات الأخرى"         |
| السادس       | عليك اتخاذ القرارات الخاصة بك                                                                        | "ليس المهم ما يعتقده المعلم إنما ما أعتقده أنا"                                                                    |
| السابع       | الالتزام الأولى                                                                                      | "من أجل هذا الموضوع بالذات أعتقد أن...."                                                                           |
| الثامن       | العديد من الالتزامات                                                                                 | "على هذه المواضيع أعتقد بأنه...."                                                                                  |
| التاسع       | كون وآمن بمعتقداتك الخاصة، احترم معتقاد الآخرين، كن على استعداد للتعلم                               | "أنا أعرف ما أؤمن به وما أعتقده صالح، والبعض الآخر قد يفكر بشكل مختلف وأنا على استعداد لإعادة النظر في وجهات نظري" |

## للمزيد من القراءة
- بيري، وليم ج. (1948). من المستشارين والكلية. هارفارد التعليمية الاستعراض. 18، ص 8-34
- بيري، وليم ج., استي، ستانلي G., ومورير، أ. هوبارت. (1953). «التعاون بين العميل والمستشار» في مورير، أ. هوبارت العلاج النفسي: النظرية والبحث (ص 95-119). أكسفورد: دار نشر رونالد،
- بيري، وليم ج. ووايتلوك، تشارلز ب. (1954). السريري المنطقي قراءة الفيلم. هارفارد التعليمية الاستعراض. 24، ص 6-27.
- بيري، وليم ج. (1955). النتائج التي توصلت إليها اللجنة في الإرشاد والتوجيه. سجلات أكاديمية نيويورك للعلوم. 63, 396-407
- بيري، وليم ج. (1959). الطلاب يستخدم إساءة استخدام مهارات القراءة: تقرير مقدم إلى كلية. هارفارد التعليمية الاستعراض. 29, 193-200
- بيري، وليم ج. الابن et al.(1968). أنماط التنمية في الفكر والقيم من الطلاب في كلية الفنون الحرة: المصادقة على المخطط. التقرير النهائي.
- بيري، وليم ج. الابن (1970). أشكال الفكرية والأخلاقية التنمية في سنوات الكلية: مخطط. (نيويورك: هولت، راينهارت، وينستون)
- بيري، وليم ج. الابن (1976). تعطي الاختزال الواجبات المنزلية سكيلبلدنغ عمليات تجميل! مجلة التعليم التجاري، 52, 2, 85-87
- بيري، وليم ج. الابن (1981). «المعرفية والأخلاقية النمو: صنع من معنى» آرثر تشكرنغ وشركاه الحديث الكلية الأمريكية (سان فرانسيسكو: جوسي باس): 76-116.